# Pelomedusa gehafie
Pelomedusa gehafie is een schildpad uit de familie pelomedusa's (Pelomedusidae).

## Naam en indeling
De wetenschappelijke naam van de soort werd voor het eerst voorgesteld door Eduard Rüppell in 1835. Oorspronkelijk werd de wetenschappelijke naam Pentonyx gehafie gebruikt.

## Uiterlijke kenmerken
De schildpad bereikt een maximale lichaamslente tot 17,8 centimeter. Het rugschild heeft een relatief lichte kleur en heeft geen duidelijke tekening, het buikschild is geel van kleur en is eveneens ongevlekt. De temporaalschubben zijn altijd ongepaard. Onder de kin zijn twee kleine baarddraden aanwezig.

## Verspreidingsgebied
Pelomedusa gehafie komt voor in delen van Afrika en leeft endemisch in Eritrea.